# ワヌニ鉱山
ワヌニ鉱山（ワヌニこうざん、Huanuni mine）は、ボリビアのスズ鉱山。オルロから南東に約50kmの標高4,000mほどのアルティプラーノの中に位置し、坑内掘りスズ鉱山としては現在世界最良といわれている。

## 歴史
ワヌニ鉱山では1880年にチリの資本によって銀の採掘が始まった。その後シモン・パティーニョが設立した会社がスズとタングステンの採掘を行なったが、民族革命運動党により国内の他の鉱山とともに1952年10月31日に国有化され、ボリビア鉱山公社の管理下に入った。1985年には国際市場でスズが大暴落した影響で一時休山したが、その後も連続して採掘を行なっている。
1999年には鉱山が再び民営化される事が決まり、入札により2000年3月にイギリスの企業・RGBリソースが1,600万ドルで50％の権益を取得し、ボリビア鉱山公社と30年間のJV契約を交わした。この際ボリビア政府は既知鉱床の上半分の採掘権を鉱業協同組合に与え、鉱山内でJVと組合それぞれが採掘を行なうことになった。
2006年10月5日には、ボリビア鉱山公社の鉱山労働者と鉱業協同組合労働者が衝突して、16名以上の死者と80名以上の負傷者が発生した。翌10月5日には両者の間で休戦協定が結ばれたが、事件を受けて10月6日にエボ・モラレス大統領は鉱山冶金大臣と鉱山公社総裁を更迭している。この事件後、操業は鉱山公社に一本化された。これに伴って公社は組合系労働者4千人を受け入れたが生産力は上がらず、鉱山の操業に必要な人員2,000人に対して2009年の時点で4,500人もの労働者が働いており、労働力が過剰となっている。

## 生産活動
スズの生産量は1880年から1951年の71年間で約100kt、1952年から1991年の40年間では119ktだった。1991年の粗鉱処理量は1,000t/日で出鉱品位はスズ2.45%と高く、2008年の精鉱量は7.8kt/年（スズ44%）となっており、ボリビア鉱山公社所有のスズ鉱山としては最大規模かつコストパフォーマンスにも優れている。
なお採掘はシュリンケージ採掘法によって行なわれ、選鉱方法は重力選鉱および浮遊選鉱である。得られた精鉱はオルロ近郊のビント製錬所に送られている。

## 地質
鉱山付近の地層は、最下部に位置する古生代シルル紀のホルンフェルス化した珪岩・砂岩層と粘板岩層が褶曲背斜構造を示し、非対称褶曲となっている。また、その東側には褶曲軸と平行方向に石英斑岩の貫入岩体が分布している。また、これらの層は新生代（第三紀）の地層が不整合に上部を覆っている。
この褶曲軸付近に胚胎する錫石-石英脈が鉱床となっており、鉱脈群は褶曲構造の軸部および東部に集中して55個が知られている。鉱脈は軸方向に1,200m、幅1,000mの範囲に広がり、最上部は地表の標高4,543m地点にあり、最下部は標高3,706mより深い事が判明している。その大部分が脈状構造だが一部で網状や角礫鉱筒状を示し、母岩は珪岩・砂岩層のみである。網状・筒状の鉱床は脈石や母岩を多く含むので品位は低いが、塊状を呈する事があるために少ない探鉱量で容易に鉱量を獲得でき、採鉱効率が良い。なお、鉱脈の走向延長は概ね100-300mで、最長では1,000mに達する。
鉱石の錫石は粗粒のものが多く、磁硫鉄鉱や黄鉄鉱も併存する。脈石は石英やトルマリンで、まれに蛍石も見られる。脈幅は3cm-2m、品位はスズ1-10数%と、それぞれかなり不均一だが、連続性・品位は共に良好である。硫黄やヒ素、アンチモンなどの不純物が混入するとスズの価格は低下するが、ワヌニ鉱山では地表から深さ400m程度の範囲で酸化・溶脱の機構が働いて硫化物が酸化鉄になっているため、高品質な鉱石が得られる。